# Yên Ninh (phường)
Yên Ninh là một phường cũ thuộc thành phố Yên Bái cũ, tỉnh Yên Bái cũ, Việt Nam.

## Địa lý
Phường Yên Ninh có vị trí địa lý:
- Phía đông giáp các phường Đồng Tâm, Minh Tân và xã Tân Thịnh
- Phía tây giáp phường Nguyễn Thái Học
- Phía nam giáp Sông Hồng và xã Văn Phú
- Phía bắc giáp phường Nam Cường và xã Minh Bảo.

Phường Yên Ninh có diện tích 6,44 km², dân số năm 2019 là 12.043 người, mật độ dân số đạt 1.952 người/km².

## Lịch sử
Trước đây, phường Yên Ninh là một phần của phường Nguyễn Thái Học thuộc thị xã Yên Bái.
Ngày 6 tháng 6 năm 1988, Hội đồng Bộ trưởng ban hành Quyết định số 101-HĐBT về việc phân vạch địa giới hành chính một số phường thuộc thành phố Yên Bái. Theo đó, chia phường Nguyễn Thái Học thành 2 phường lấy tên là phường Nguyễn Thái Học và phường Yên Ninh.
Phường Yên Ninh có 66 tổ dân phố (từ tổ 1 đến tổ 66) và 8.292 nhân khẩu.
Ngày 11 tháng 1 năm 2002, Thủ tướng Chính phủ ra Nghị định số 05/2002/NĐ-CP về việc thành lập thành phố Yên Bái thuộc tỉnh Yên Bái. Phường Yên Ninh trực thuộc thành phố Yên Bái.
Ngày 16 tháng 6 năm 2025, Ủy ban Thường vụ Quốc hội ban hành Nghị quyết số 1673/NQ-UBTVQH15 về việc sắp xếp các đơn vị hành chính cấp xã của tỉnh Lào Cai năm 2025. Theo đó, sắp xếp toàn bộ diện tích tự nhiên, quy mô dân số của phường Đồng Tâm, phường Yên Ninh, phường Minh Tân, phường Nguyễn Thái Học, phường Hồng Hà thành phường mới có tên gọi là phường Yên Bái.